# Olympische Sommerspiele 2024/Rudern – Achter (Frauen)
Der Frauen-Achter im Rudern bei den Olympischen Spielen 2024 in Paris fand vom 29. Juli bis 3. August 2024 statt. Schauplatz der Wettkämpfe war die Regattastrecke Stade nautique de Vaires-sur-Marne im Ort Vaires-sur-Marne, der sich östlich des Großraums Paris befindet. Titelverteidigerinnen waren die Kanadierinnen, die in Tokio erstmals seit 1992 wieder die Goldmedaille im Achter der Frauen gewannen und knapp vor Neuseeland und China ins Ziel kamen.

## Titelträgerinnen
| Olympische Spiele 2020       | Kanada   | Tokio             |
| Weltmeisterschaften 2023     | Rumänien | Belgrad           |
| Panamerikanische Spiele 2023 | Kanada   | Santiago de Chile |
| Asienspiele 2022             | China    | Hangzhou          |
| Europameisterschaften 2024   | Rumänien | Szeged            |

## Qualifikation
Die Qualifikation erfolgte hauptsächlich über die Weltmeisterschaften 2023. Die besten fünf Nationen dort erhielten einen Quotenplatz für die Olympischen Spiele in Paris. Die verbleibenden zwei Startplätze wurden bei einer finalen Qualifikationsregatta in Luzern im Mai 2024 vergeben.

## Vorläufe
Montag, 29. Juli 2024

### Vorlauf 1
| Rang | Bahn | Nation         | Athletinnen | Zeit (min) | Qualifikation |
| ---- | ---- | -------------- | --- | ---------- | ------------- |
| 1    | 2    | Großbritannien | Annie Campbell-Orde, Holly Dunford, Emily Ford, Lauren Irwin, Heidi Long, Rowan McKellar, Eve Stewart, Harriet Taylor, Henry Fieldman (Steuermann)                       | 6:16,20    | Finale        |
| 2    | 4    | Australien     | Katrina Werry, Lucy Stephan, Jacqueline Swick, Georgina Rowe, Sarah Hawe, Giorgia Patten, Bronwyn Cox, Paige Barr, Hayley Verbunt (Steuerfrau)                           | 6:18,61    | Hoffnungslauf |
| 3    | 1    | Kanada         | Abigail Dent, Caileigh Filmer, Kasia Gruchalla-Wesierski, Maya Meschkuleit, Sydney Payne, Jessica Sevick, Kristina Walker, Avalon Wasteneys, Kristen Kit (Steuerfrau)    | 6:21,31    | Hoffnungslauf |
| 4    | 3    | Dänemark       | Frida Werner Foldager, Clara Hornnaess, Sara Johansen, Nikoline Laidlaw, Karen Mortensen, Caroline Munch, Nanna Vigild, Sofie Vikkelsoee, Sophie Østergaard (Steuerfrau) | 6:39,30    | Hoffnungslauf |

### Vorlauf 2
| Rang | Bahn | Nation             | Athletinnen | Zeit (min) | Qualifikation |
| ---- | ---- | ------------------ | --- | ---------- | ------------- |
| 1    | 1    | Rumänien           | Maria-Magdalena Rusu, Roxana Anghel, Amalia Bereș, Ancuța Bodnar, Maria Lehaci, Adriana Adam, Ioana Vrînceanu, Simona Radiș, Victoria-Ștefania Petreanu (Steuerfrau) | 6:12,31    | Finale        |
| 2    | 3    | Vereinigte Staaten | Charlotte Buck, Molly Bruggeman, Olivia Coffey, Claire Collins, Margaret Hedeman, Meghan Musnicki, Regina Salmons, Madeleine Wanamaker, Nina Castagna (Steuerfrau)   | 6:19,00    | Hoffnungslauf |
| 3    | 2    | Italien            | Veronica Bumbaca, Alice Codato, Linda De Filippis, Alice Gnatta, Elisa Mondelli, Giorgia Pelacchi, Aisha Rocek, Silvia Terrazzi, Emanuele Capponi (Steuermann)       | 6:28,47    | Hoffnungslauf |

## Hoffnungslauf
Donnerstag, 1. August 2024
| Rang | Bahn | Nation             | Athletinnen | Zeit (min) | Qualifikation |
| ---- | ---- | ------------------ | --- | ---------- | ------------- |
| 1    | 2    | Vereinigte Staaten | Charlotte Buck, Molly Bruggeman, Olivia Coffey, Claire Collins, Margaret Hedeman, Meghan Musnicki, Regina Salmons, Madeleine Wanamaker, Nina Castagna (Steuerfrau)       | 6:03,93    | Finale        |
| 2    | 4    | Kanada             | Abigail Dent, Caileigh Filmer, Kasia Gruchalla-Wesierski, Maya Meschkuleit, Sydney Payne, Jessica Sevick, Kristina Walker, Avalon Wasteneys, Kristen Kit (Steuerfrau)    | 6:04,81    | Finale        |
| 3    | 3    | Australien         | Katrina Werry, Lucy Stephan, Jacqueline Swick, Georgina Rowe, Sarah Hawe, Giorgia Patten, Bronwyn Cox, Paige Barr, Hayley Verbunt (Steuerfrau)                           | 6:06,09    | Finale        |
| 4    | 1    | Italien            | Veronica Bumbaca, Alice Codato, Linda De Filippis, Alice Gnatta, Elisa Mondelli, Giorgia Pelacchi, Aisha Rocek, Silvia Terrazzi, Emanuele Capponi (Steuermann)           | 6:09,65    | Finale        |
| 5    | 5    | Dänemark           | Frida Werner Foldager, Clara Hornnaess, Sara Johansen, Nikoline Laidlaw, Karen Mortensen, Caroline Munch, Nanna Vigild, Sofie Vikkelsoee, Sophie Østergaard (Steuerfrau) | 6:22,21    | –             |

## Finale

### A-Finale
Samstag, 3. August 2024

Anmerkung: zur Ermittlung der Plätze 1 bis 6
| Rang | Bahn | Nation             | Athletinnen | Zeit (min) |
| ---- | ---- | ------------------ | --- | ---------- |
| 1    | 3    | Rumänien           | Maria-Magdalena Rusu, Roxana Anghel, Amalia Bereș, Ancuța Bodnar, Maria Lehaci, Adriana Adam, Ioana Vrînceanu, Simona Radiș, Victoria-Ștefania Petreanu (Steuerfrau)  | 5:54,39    |
| 2    | 2    | Kanada             | Abigail Dent, Caileigh Filmer, Kasia Gruchalla-Wesierski, Maya Meschkuleit, Sydney Payne, Jessica Sevick, Kristina Walker, Avalon Wasteneys, Kristen Kit (Steuerfrau) | 5:58,84    |
| 3    | 4    | Großbritannien     | Annie Campbell-Orde, Holly Dunford, Emily Ford, Lauren Irwin, Heidi Long, Rowan McKellar, Eve Stewart, Harriet Taylor, Henry Fieldman (Steuermann)                    | 5:59,51    |
| 4    | 6    | Australien         | Katrina Werry, Lucy Stephan, Jacqueline Swick, Georgina Rowe, Sarah Hawe, Giorgia Patten, Bronwyn Cox, Paige Barr, Hayley Verbunt (Steuerfrau)                        | 6:00,73    |
| 5    | 5    | Vereinigte Staaten | Charlotte Buck, Molly Bruggeman, Olivia Coffey, Claire Collins, Margaret Hedeman, Meghan Musnicki, Regina Salmons, Madeleine Wanamaker, Nina Castagna (Steuerfrau)    | 6:01,73    |
| 6    | 1    | Italien            | Veronica Bumbaca, Alice Codato, Linda De Filippis, Alice Gnatta, Elisa Mondelli, Giorgia Pelacchi, Aisha Rocek, Silvia Terrazzi, Emanuele Capponi (Steuermann)        | 6:07,51    |

### Weiteres Klassement ohne Finals
| Rang | Nation   | Athletinnen |
| ---- | -------- | --- |
| 7    | Dänemark | Frida Werner Foldager, Clara Hornnaess, Sara Johansen, Nikoline Laidlaw, Karen Mortensen, Caroline Munch, Nanna Vigild, Sofie Vikkelsoee, Sophie Østergaard (Steuerfrau) |